# Malaxis hintonii
Malaxis hintonii là một loài thực vật có hoa trong họ Lan. Loài này được Todzia mô tả khoa học đầu tiên năm 1993.